# Carl Andrén
Carl Wilhelmsson Andrén, född 24 maj 1875 i Saxtorps församling, Malmöhus län, död 24 juni 1928 i Nevishögs församling, Malmöhus län, var en svensk arkitekt.

## Biografi
Carl Andrén ritade bland annat kyrkor och kyrktorn i Skåne, liksom skolbyggnader. År 1921 uppfördes ett nytt skolhus för småskolelärarinneseminariet i Lund i hörnet Sölvegatan/Finngatan ritat av Andrén. Det hade fyra skolsalar, ett stort skolkök i källaren och några bostadsrum, och hade kaminer och kakelugnar för uppvärmning. Skissernas museum finns i det tidigare skolhuset. I Lund ritade han även ett antal villor. Han utförde vidare ritningarna till Malmöhus läns landstings samtliga epidemisjukhus samt ett flertal prästgårdar och ålderdomshem. Han hade ett varmt troende och var styrelseledamot i Evangeliska Fosterlandsstiftelsen.

## Byggnadsverk i urval
- 1913 Munka folkhögskola
- 1921 Småskolelärarinneseminariet i Lund
- 1923–24 Epidemisjukhus i Lund
- 1924 Tornet, Hörja kyrka i Hässleholms kommun
- 1924–25 Tyringe kyrka i Hässleholms kommun
- 1925 Råby skyddshem i Lund, ny huvudbyggnad[4]
- 1926–27 Epidemisjukhus i Ystad[5]
- 1928–29 Tornet på Esarps kyrka i Staffanstorps kommun (tillsammans med Erik Lundberg)[6]

## Bilder

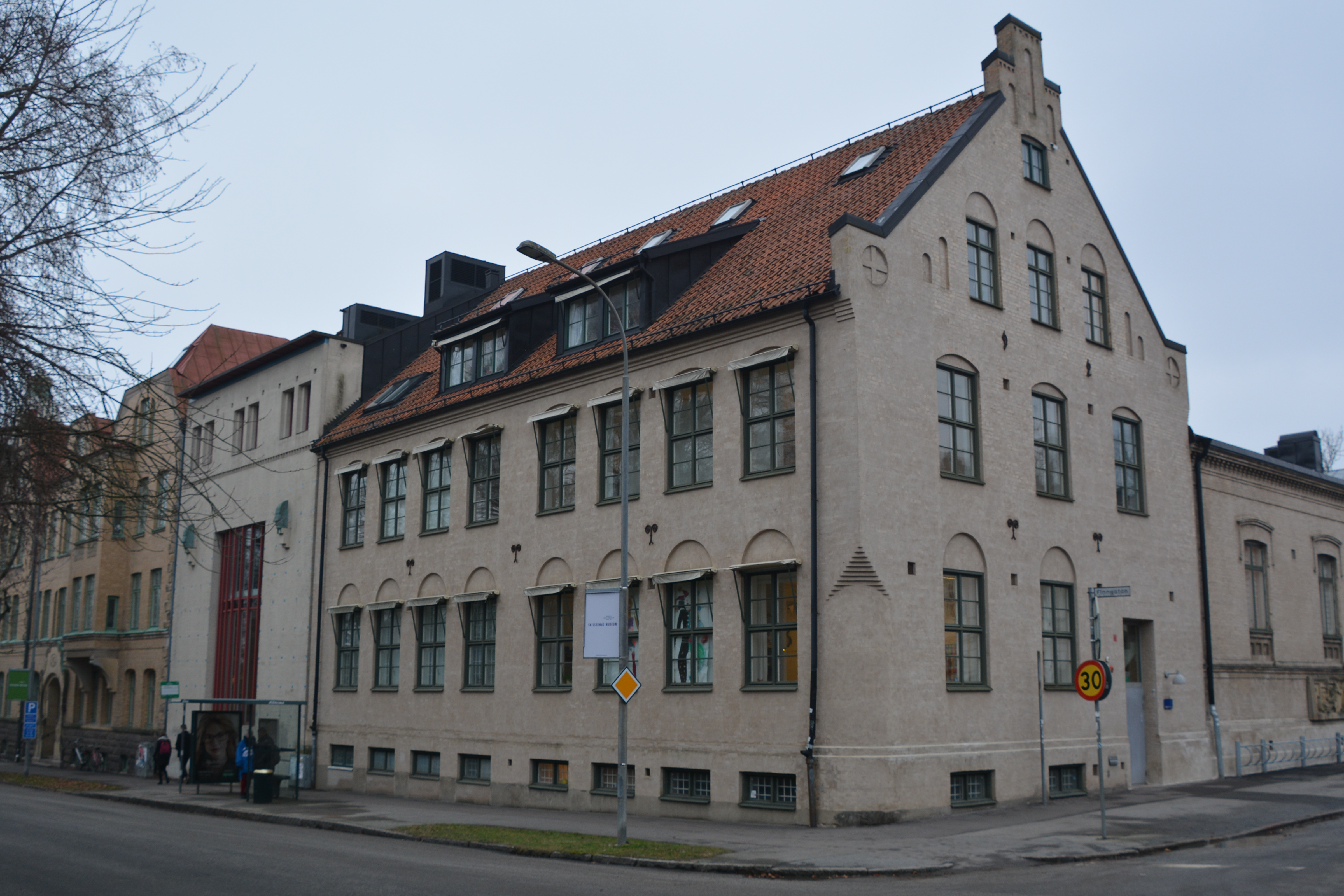
Det tidigare Småskolelärarinneseminariet i Lund, Bispen 6, mot Sölvegatan.
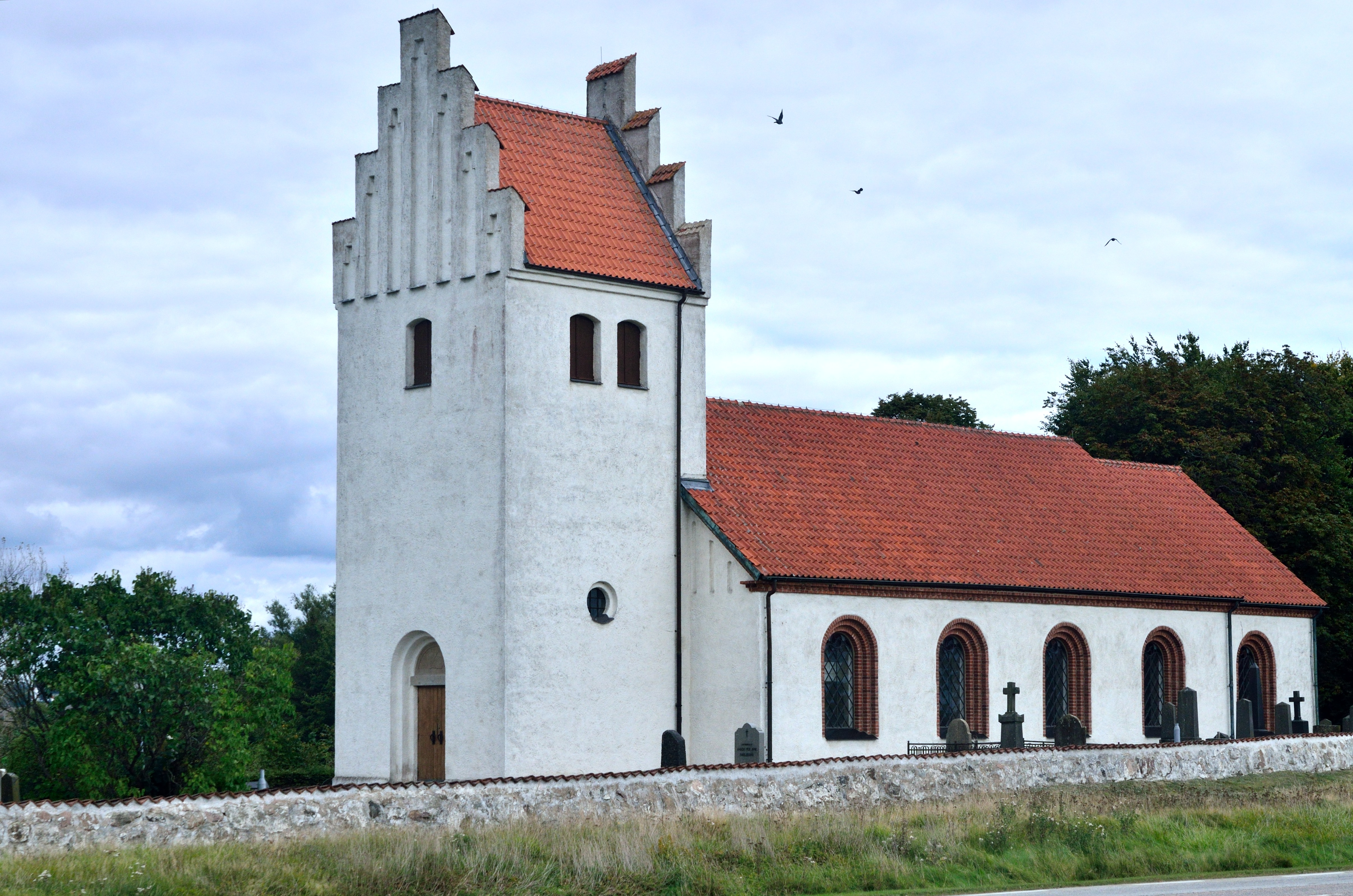
Esarps kyrka
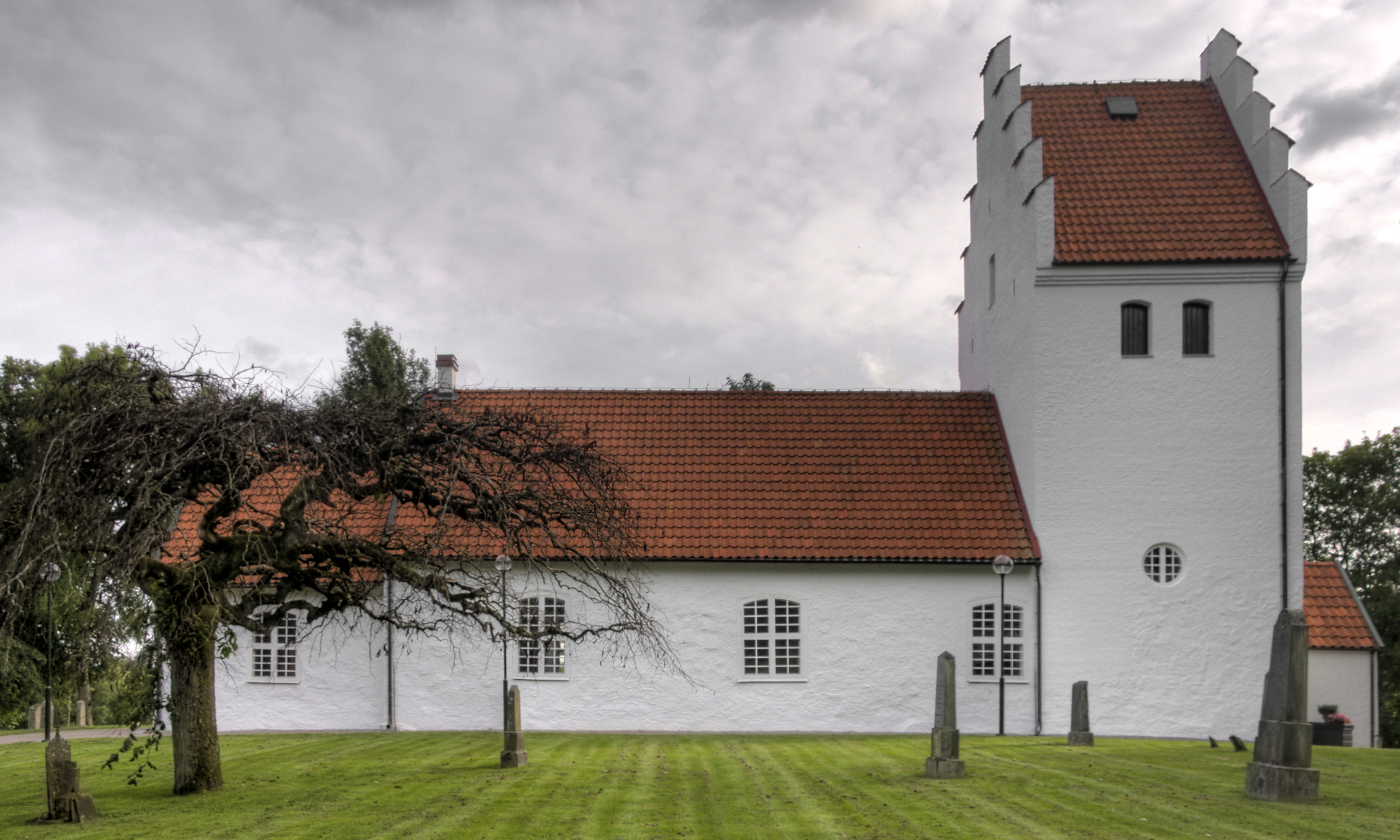
Hörja kyrka
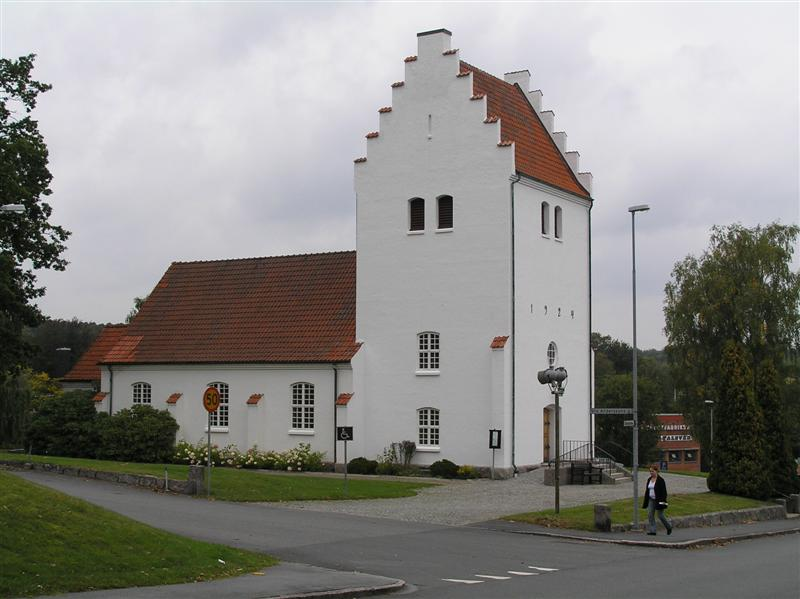
Tyringe kyrka